# Jodocus Hondius Starszy

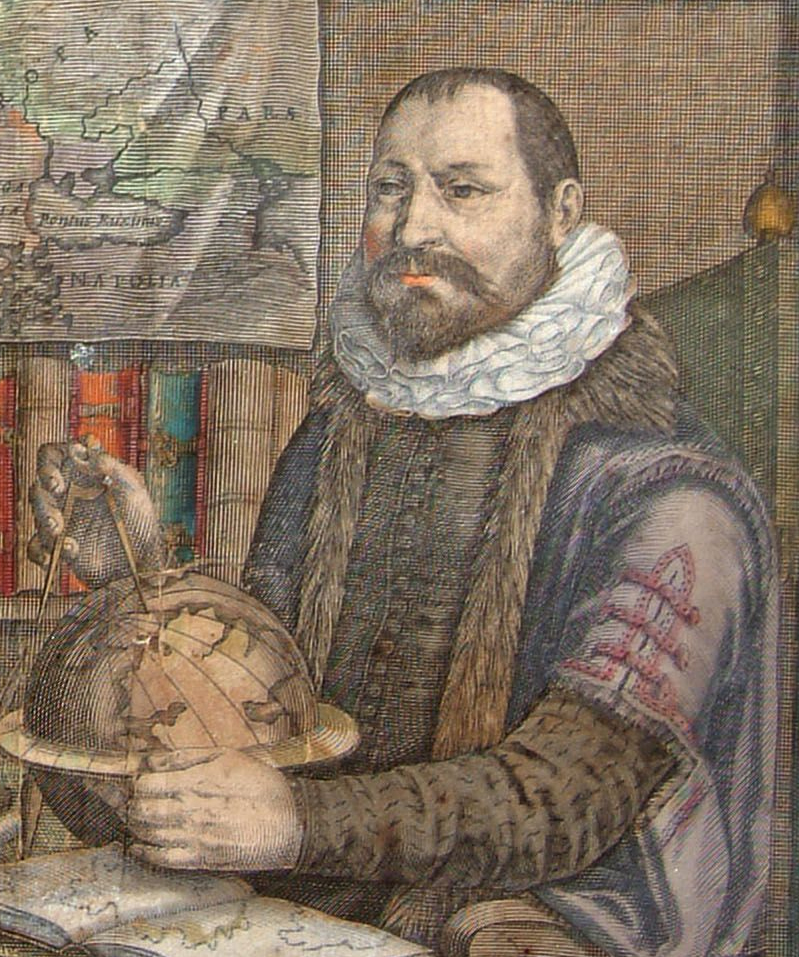
Jodocus Hondius na grafice z 1619 r.

Jodocus Hondius (zlatynizowana wersja jego holenderskiego imienia: Joost de Hondt) (ur. 17 października 1563, zm. 12 lutego 1612), czasami nazywany Jodocusem Hondiuszem Starszym w celu odróżnienia go od jego syna Jodocusa Hondiiusa II – holenderski miedziorytnik i kartograf. Jest znany z kontynuacji dzieł Gerarda Merkatora, w szczególności dawnych map Europy i Nowego Świata, a także z jego portretów Francisa Drake’a. Był jednym z twórców amsterdamskiej szkoły kartografii w XVII wieku.

## Życiorys

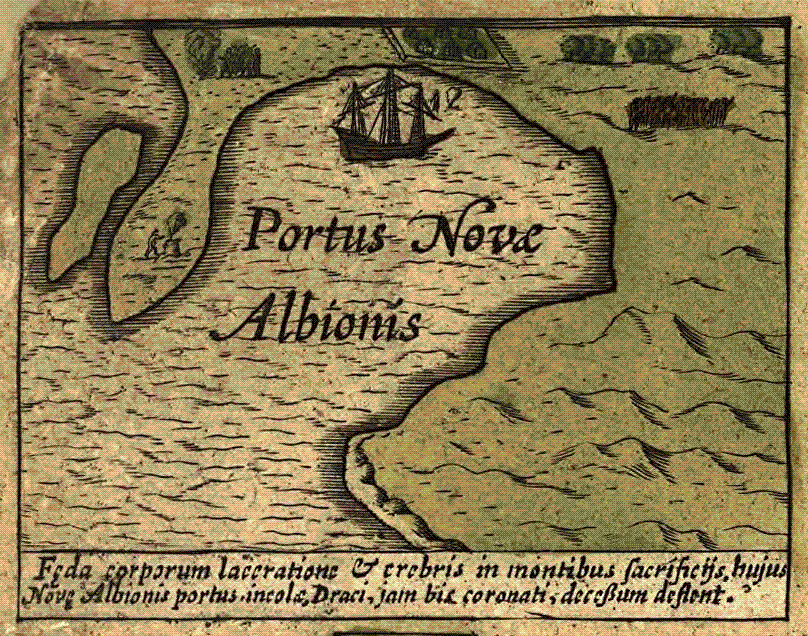
Hondius – Zatoka New Albion (obecnie Zatoka Kalifornijska)

Hondius urodził się w Wakken, a dorastał w Gandawie. We wczesnych latach życia był miedziorytnikiem, wytwarzał instrumenty muzyczne i globusy. W 1584 roku przeniósł się do Londynu, aby uniknąć prześladowań religijnych we Flandrii. Podczas pobytu w Anglii, Hondius odegrał kluczową rolę w upowszechnianiu prac Francisa Drake’a, który dokonał opłynięcia Świata pod koniec 1570 r. W 1589 Hondius opublikował mapę zatoki nazywanej wówczas New Albion (obecnie Zatoka Kalifornijska), na zachodnim wybrzeżu Ameryki Północnej, gdzie Drake założył wczesną osadę, obejmują ją równocześnie w posiadanie królowej angielskiej. Mapa Hondiusza powstała na podstawie dzienników podróży oraz relacji naocznych świadków i przez długi czas stanowiła podstawową dowód na lądowanie Drake’a na kontynencie północnoamerykańskim. Hondius jest również znanych z kilku portretów Drake’a, będących obecnie w National Portrait Gallery w Londynie.
W 1593 roku Hondius przeniósł się do Amsterdamu, gdzie mieszkał do końca życia. W 1604 roku we współpracy z amsterdamskim wydawcą Cornelisem Claeszem nabył miedziane płyty Atlasu Gerarda Merkatora od wnuka autora. Praca Merkatora konkurowała wówczas z Theatrum Orbium Terrarum wydaną przez Orteliusa. Hondius ponownie wydał Atlas Mercatora dodając do niego 36 map w tym kilka, wyprodukowanych przez samego siebie. Pomimo znacznego wkładu pracy własnej, Hondius wydając Atlas podpisał jako autora jedynie Gerarda Mercatora, wymieniając siebie jedynie jako wydawcę. Nowe wydanie Atlasu Merkatora okazało się wielkim sukcesem, sprzedając się w ciągu roku. Hondius później wydał drugą edycję tego dzieła, a także jego wersję kieszonkową – Atlas Minor. Jego dzieła od tego czasu stały się znane jako „seria map Mercator/Hondius”.

## Źródła internetowe
- Hondius, Jodocus (1563-1612) Polonia et Silesia
- Newly discovered Hondius map